# عبدی‌پاشا
ابدی‌پاسا، الوسا (به لاتین: Abdipaşa, Ulus) در ترکیه با جمعیت ۲٬۷۵۰ نفر است که در bartın province واقع شده‌است.